# Peugeot 208 T16 Pikes Peak
La Peugeot 208 T16 Pikes Peak è una autovettura da corsa costruita dalla Peugeot Sport, reparto sportivo della casa automobilistica francese Peugeot. È stata progettata per partecipare alla Pikes Peak International Hillclimb, celebre cronoscalata americana.

## Contesto
Sul finire degli anni ottanta la Peugeot prese parte a 3 edizioni della Pikes Peak: nel 1987 debuttò con la 205 Turbo 16 arrivando seconda, mentre nel biennio 1988-1989 partecipò con la Peugeot 405 Turbo 16 vincendo entrambe le edizioni. Con la 208 T16 la Peugeot torna quindi a disputare la Pikes Peak a distanza di 24 anni. La vettura, nonostante riprenda per ragioni di marketing alcuni tratti stilistici della Peugeot 208, è a tutti gli effetti un prototipo appositamente progettato per la specifica corsa. Il suffisso T16 sta ad indicare una sorta di continuità tecnico-sportiva con le precedenti 205 e 405 T16 (motore turbo, testata a 16 valvole), tuttavia questa 208 è spinta da un motore V6, a 24 valvole turbocompresso.  
Per guidare questa vettura la squadra francese ha scelto come pilota il pluricampione del mondo rally Sébastien Loeb. 

## Caratteristiche tecniche

### Telaio e corpo vettura

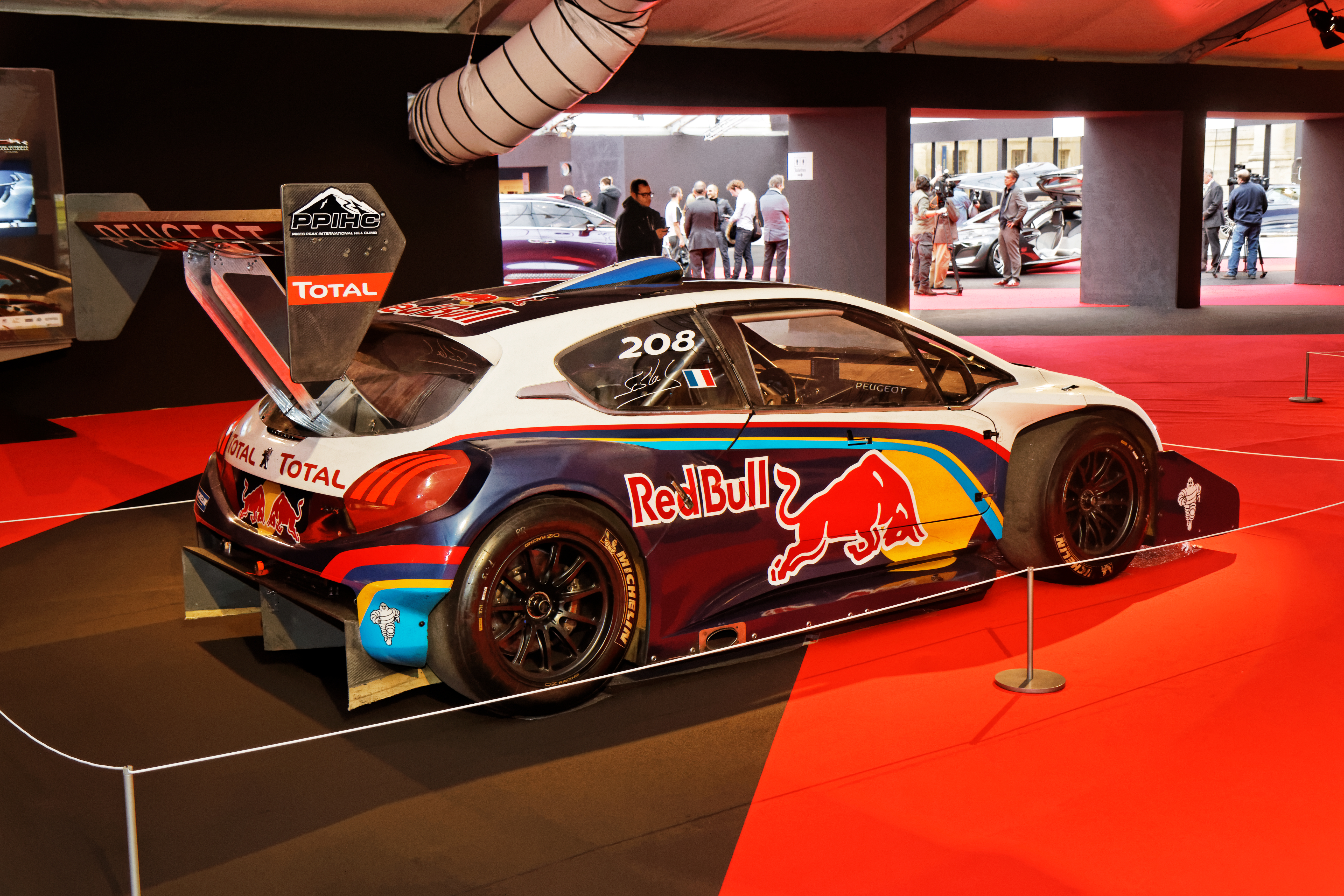
Peugeot 208 T16 Pikes Peak, vista posteriore

Il telaio della 208 T16 è costituito da una struttura a traliccio tubolare in acciaio che avvolge l'abitacolo e l'avantreno; al posteriore vi è un telaio ausiliario a traliccio tubolare sempre in acciaio. La carrozzeria è realizzata in materiali compositi come kevlar e fibra di carbonio, le sospensioni sono a doppi triangoli sovrapposti, la trazione è integrale, l'impianto frenante Brembo è ripreso dallo sport prototipo Peugeot 908 e dispone di dischi autoventilati in carbonio da 380 mm all'anteriore e da 355 al posteriore, la trasmissione è affidata ad un cambio sequenziale a 6 rapporti con comandi posti sul volante, con posizione di guida centrale che consente un migliore accentramento delle masse. Il veicolo ha un peso di 875 kg, il serbatoio del carburante ha una capacità di 40 litri. Della 208 di partenza non è più rimasto nulla: i fari anteriori e posteriori e la griglia frontale sono tutti semplici decalcomanie.

### Motore
Il propulsore è collocato in posizione centrale longitudinale. Si tratta di un 6 cilindri a V di 60° siglato A32, a ciclo Otto, versione utilizzata in precedenza su prototipi Courage Compétition impiegati nelle gare endurance nei primi anni 2000 e usata in variante aspirata nella Clio V6 e l'Espace. La cilindrata è di 3,2 litri, la distribuzione a doppio albero a camme in testa che azionano 4 valvole per cilindro, il motore è sovralimentato mediante 2 turbocompressori Garrett e sviluppa una potenza massima di 875 CV a 7.800 giri al minuto ed una coppia motrice di 883 Nm.

### Aerodinamica

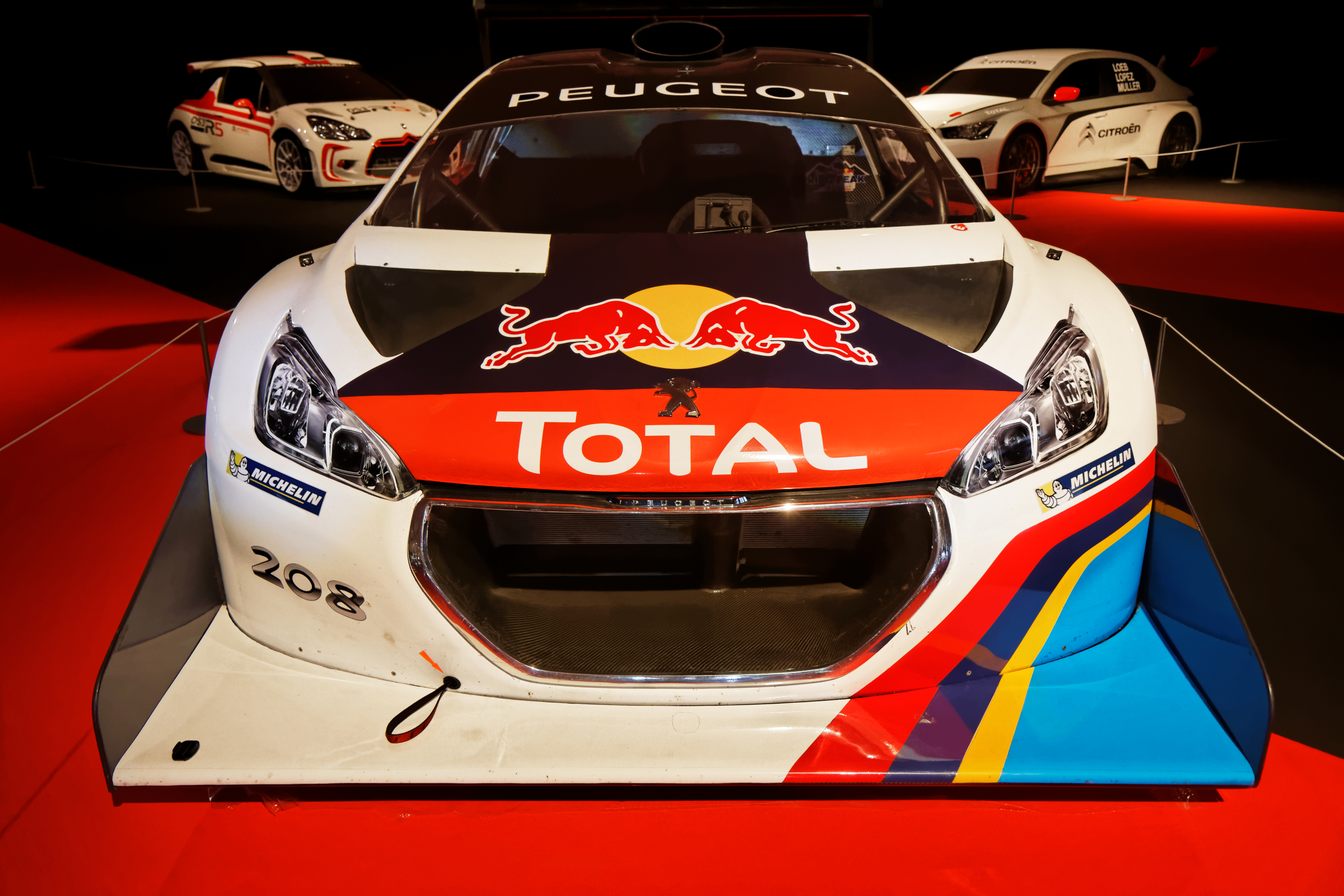
Dettaglio anteriore di una Peugeot 208 T16 Pikes Peak; notare lo splitter anteriore di considerevoli dimensioni con paratie laterali

Il prototipo ha una veste aerodinamica concepita per la ricerca del massimo carico aerodinamico per garantire aderenza sul tracciato tortuoso della cronoscalata: sono presenti un grande splitter anteriore con paratie laterali, un alettone posteriore largo 2 metri derivato da quello della Peugeot 908 HDi FAP, un grande diffusore  posto sul fondo della vettura. Una grande presa d'aria sul muso permette il raffreddamento dell'intercooler e dei radiatori di acqua e olio; l'aria calda viene evacuata tramite due estesi sfoghi d'aria sul cofano anteriore. Sopra l'abitacolo è collocata una presa d'aria dinamica di forma ovale per l'alimentazione del motore.

### Prestazioni
Un rapporto peso potenza molto contenuto, la trazione integrale e l'elevato carico aerodinamico permettono a questa 208 grandi doti di accelerazione. L'auto raggiunge i 100 km/h con partenza da ferma in appena 1,8 secondi: lo scatto 0-200 km/h richiede 4,8 secondi e 0-240 km/h 7 secondi. La velocità massima è di 240 km/h. 

## Risultati sportivi
Il 30 giugno 2013 la vettura guidata da Loeb, che già nelle prove di qualifica si era distinto per le migliori prestazioni, ha vinto la celebre cronoscalata americana con un tempo di 8:13.878 con un margine di 48",314 sul secondo classificato stabilendo anche il nuovo record del tracciato, inferiore di 1'32",286 rispetto al precedente primato.